# Anthrenoides
Anthrenoides är ett släkte av bin. Anthrenoides ingår i familjen grävbin.

## Dottertaxa tillAnthrenoides, i alfabetisk ordning[1]
- Anthrenoides admirabilis
- Anthrenoides affinis
- Anthrenoides albinoi
- Anthrenoides alvarengai
- Anthrenoides antonii
- Anthrenoides araucariae
- Anthrenoides atriventris
- Anthrenoides bocainensis
- Anthrenoides caatingae
- Anthrenoides cearensis
- Anthrenoides corrugatus
- Anthrenoides cyphomandrae
- Anthrenoides deborae
- Anthrenoides densopunctatus
- Anthrenoides digitatus
- Anthrenoides elegantulus
- Anthrenoides falsificus
- Anthrenoides faviziae
- Anthrenoides flavifrons
- Anthrenoides flavomaculatus
- Anthrenoides glossatus
- Anthrenoides guarapuavae
- Anthrenoides guttulatus
- Anthrenoides jordanensis
- Anthrenoides labratus
- Anthrenoides langei
- Anthrenoides lavrensis
- Anthrenoides magaliae
- Anthrenoides meloi
- Anthrenoides meridionalis
- Anthrenoides micans
- Anthrenoides nigrinasis
- Anthrenoides nordestinus
- Anthrenoides ornatus
- Anthrenoides palmeirae
- Anthrenoides paolae
- Anthrenoides paranaensis
- Anthrenoides petrolinensis
- Anthrenoides petuniae
- Anthrenoides pinhalensis
- Anthrenoides politus
- Anthrenoides reticulatus
- Anthrenoides rodrigoi
- Anthrenoides santiagoi
- Anthrenoides serranicola
- Anthrenoides wagneri
- Anthrenoides zanellai